# Международный день анимации
Международный день анимации (англ. International Animation Day) — международный праздник всех тех, кто так или иначе имеет отношение к анимации и искусству мультипликации. Отмечается ежегодно 28 октября.

## История праздника
Дата празднования «международного дня анимации» была выбрана не случайно. Именно в этот день в 1892 году художник и изобретатель из Франции Эмиль Рейно продемонстрировал почтенной парижской публике, которая собралась в зале «Кабинета фантастики» музея Гревен, «светящиеся пантомимы» — движущиеся изображения, воспроизведенные на экране (проще говоря — мультфильмы).
Анимация знала разные времена. В 1894 году о рисованных картинках на время забыли, но после того, как идею движущихся рисунков соединили с изобретением братьев Люмьер, они вернули себе популярность. Позднее, с появлением компьютеров, появилась и компьютерная анимация. В настоящее время эти технологии так далеко шагнули, что неспециалисту порой сложно определить, что же он видит на экране — «живое» кино или анимированное.
«Международная ассоциация анимационного кино» (англ. The International Animated Film Association, ASIFA) или «АСИФА» (конкретно — её парижское отделение) в 2002 году учредила этот праздник в честь 110-летия первой публичной демонстрации Эмилем Рено своего изобретения.
Накануне международного дня анимации художники-аниматоры практически со всего света обмениваются программами своих фильмов и устраивают премьерные показы своих творений. В настоящее время подобные анимационные киносеансы одновременно проходят уже в 104 странах мира, включая и Российскую Федерацию.
Исторически правильнее обратить внимание на более раннюю и, что важно, документально подтвержденную дату рождения анимации (мультипликации). Французы как родоначальники этого вида искусства считают днём рождения мультипликации 30 августа 1877 года. Именно в этот день было запатентовано изобретение праксиноскопа французским изобретателем-самоучкой Эмилем Рейно (фр. Emile Reynaud). Немногим ранее, 20 июля 1877 года, Эмиль Рейно представил доклад перед членами Французской академии и продемонстрировал праксиноскоп (англ. praxinoscope) — аппарат, собранный из коробки из-под печенья и зеркального барабана, и позволяющий просматривать на прозрачной ленте фазовые картинки, создающие иллюзию движения фигур.
Таким образом, искусство мультипликации почти на 20 лет старше жанра кино. Несколько сайтов анимационной и детской тематики выступили с инициативой ввода в России нового профессионального праздника «День мультипликации» именно в эту дату (30 августа). Инициатива была единодушно поддержана руководством Союзом Кинематографистов РФ, ведущими мастерами и студиями российской анимации, рядом СМИ, администрациями десятков интернет-сайтов и их многотысячной аудиторией, было собрано более 1000 подписей в поддержку праздника. Министерство культуры РФ при определённых условиях выразило готовность содействовать вводу Дня мультипликации в России.